# Wolfpack Wolfenbüttel
Das Wolfpack Wolfenbüttel war eine Basketballmannschaft aus Wolfenbüttel, die bis 2018 in der 2. Damen-Basketball-Bundesliga spielte. Sie ist der Nachfolger der BV Wolfenbüttel Wildcats.
In der Saison 2017/2018 belegte das Wolfpack nach der Hauptrunde den dritten Platz und gewann in den anschließenden Playoffs überraschend die Meisterschaft der 2. Damen-Basketball-Bundesliga Nord. Die Mannschaft fusionierte im Sommer 2018 mit der Basketballabteilung von Eintracht Braunschweig und spielt seit der Saison 2018/2019 unter dem Namen Eintracht Braunschweig LionPride in der 1. Damen-Basketball-Bundesliga.

## Geschichte
Das Wolfpack Wolfenbüttel wurde 2013 als Nachfolger des insolventen BV Wolfenbüttel Wildcats gegründet. Der Neuanfang sollte mit einem nachhaltigen regional ausgerichteten Konzept in der 2. Damen-Basketball-Bundesliga erfolgen. Man setzte vornehmlich auf eine Mischung aus jungen deutschen Spielerinnen und einiger Importspielerinnen vornehmlich aus den Vereinigten Staaten. Trainerin wurde Hanna Ballhaus. Als Assistenztrainer wurde Rüdiger Jacob verpflichtet. In der ersten Saison (2013/2014) unter Ballhaus erreichte die Mannschaft den siebten Platz bei einer Bilanz von 10-12 Siegen.
In der Saison 2014/2015 konnte man als Dritter der Hauptrunde erstmals die Playoffs der 2. Damen-Basketball-Bundesliga erreichen (Bilanz: 15-7). Das Wolfpack schied im Halbfinale gegen den Zweiten der Hauptrunde BG 74 Veilchen Ladies mit 1:2 aus.
Auch in der Saison 2015/2016 erreichte das Wolfpack unter Trainerin Hanna Ballhaus den dritten Platz und konnte sich für die Playoffs qualifizieren (Bilanz: 13-7). Im Halbfinale schlug man den Tabellenzweiten TG Neuss Tigers in zwei knappen Spielen mit 2:0. Das Wolfpack musste sich allerdings im Finale gegen TK Hannover mit 0:2 geschlagen geben. Nach drei erfolgreichen Jahren gab Trainerin Hanna Ballhaus ihren Abschied bekannt.
In der Saison 2016/2017 übernahm Pierre Hohn das Traineramt, welcher von Ligakonkurrent Eintracht Braunschweig Basketball nach Wolfenbüttel wechselte. Das Wolfpack konnte unter ihm an die Leistungen der Vorjahren anknüpfen und beendete die Hauptrunde als Tabellenzweiter (Bilanz: 18-4). Im Halbfinale stand Tabellendritter GiroLive Panthers Osnabrück als Gegner gegenüber. In einer engen Serie entschied das Wolfpack das Halbfinale mit 2:1 für sich. Das anschließende Finale gegen die BG 74 Veilchen Ladies verlor man allerdings deutlich 0:2. Trainer Pierre Hohn verließ die Wolfenbütteler nach nur einem Jahr wieder und wechselte zu Eisvögel USC Freiburg. Assistenztrainer Rüdiger Jacob wechselte zurück in den Jugendbereich.
Als neuer Trainer für die Saison 2017/2018 wurde Christian Raus vorgestellt. Unterstützt wurde er von Assistenztrainer Frank Lagerpusch, dessen Tochter Rebecca von Ligakonkurrent Eintracht Braunschweig Basketball zu den Wolfenbüttelern wechselte. Das Wolfpack startete schwach in die Saison. Nach Niederlagen im Pokal bei Bundesligaabsteiger BG 89 AVIDES Hurricanes und in der Liga bei SG Bergische Löwen und einer deutlichen Niederlage beim Heimspiel gegen BBZ Opladen wurde Christian Raus am 13. Oktober 2017 entlassen. Assistenztrainer Frank Lagerpusch übernahm vorerst interimsweise. Neuer Assistenztrainer wurde Lennart Arendt, mit dem Lagerpusch schon in der Nachwuchs-Basketball-Bundesliga bei den Basketball Löwen Braunschweig zusammenarbeitete. Unter dem neuen Trainergespann konnte die Bilanz in der ersten Saisonhälfte so stark verbessert werden, dass sich das Management entschloss die Interimslösung bis zum Ende der Saison bestehen zu lassen. Um der Belastung auf den großen Positionen entgegenzuwirken, wurden kurz vor Wechselfrist Flavia Behrendt (2. Mannschaft) und die mazedonische Nationalspielerin Nena Trajchevska verpflichtet. Trajchevska konnte allerdings aufgrund von Verzögerungen bei der Ausstellung ihres Visums erst zum vorletzten Saisonspiel gegen Citybasket Recklinghausen eingreifen. Das Wolfpack Wolfenbüttel konnte trotz Fehlstart mit einer Bilanz von 14-6 als Tabellendritter in die Playoffs einziehen. Im Halbfinale wartete mit den TG Neuss Tigers ein alter Bekannter. In einer physisch geführten Serie dominierte das Wolfpack nach einer knappen Auftaktniederlage die Neusser nach Beliebem. In Spiel 2 wurde mit einem 87:43-Sieg ein neuer Playoff-Rekord aufgestellt. Auch Spiel 3 konnte das Wolfpack auswärts deutlich für sich entscheiden. Zwischen Halbfinale und Finale wurde bekannt, dass sich das Wolfpack Wolfenbüttel nach fünf Jahren zurückziehen wird und es zur Fusion mit Ligakonkurrent Eintracht Braunschweig kommt. Im Finale warteten die GiroLive Panthers Osnabrück. Durch den veränderten Spielmodus begann das Wolfpack mit einem Heimspiel gegen den Hauptrundenersten. Wolfenbüttel konnte sich in heimischer Halle mit einem 84:68 deutlich durchsetzen und ging mit einer 1:0-Führung nach Osnabrück. In Spiel 2 folgte 62:54 und somit die 2:0-Entscheidung in der Serie. Die Wolfenbütteler waren nach fünf Jahren Abwesenheit mit der jüngsten Mannschaft der 2. Bundesliga wieder in die 1. Damen-Basketball-Bundesliga aufgestiegen. Das Aufstiegsrecht wurde nach der Fusion an Eintracht Braunschweig Basketball weitergegeben. Mit dem Ende der Saison gab auch Trainer Frank Lagerpusch bekannt, dass er seine Karriere als Trainer beenden werde.

## Kader Saison 2017/2018
| Spieler | Spieler            | Spieler             | Spieler  | Spieler | Spieler                | Spieler                    |
| Nr.     | Nat.               | Name                | Geburt   | Größe   | Info                   | Letzter Verein             |
| ------- | ------------------ | ------------------- | -------- | ------- | ---------------------- | -------------------------- |
|         |                    | Guards (PG, SG)     |          |         |                        |                            |
| 3       | Deutschland        | Sina Geilhaar       | 01.05.02 | 1,65 m  | WNBL                   | MTV/BG Wolfenbüttel        |
| 4       | Deutschland        | Antonia Rennspieß   | 01.02.98 | 1,79 m  |                        | TSG Königslutter           |
| 6       | Deutschland        | Theresa Simon       | 25.09.98 | 1,80 m  | Kapitän der Mannschaft | MTV/BG Wolfenbüttel        |
| 7       | Bulgarien          | Aneliya Draganova   | 25.06.99 | 1,67 m  |                        | Eintracht Braunschweig     |
| 8       | Deutschland        | Maileen Baumgardt   | 28.04.00 | 1,65 m  | WNBL                   | MTV/BG Wolfenbüttel        |
| 11      | Deutschland        | Nina Rosemeyer      | 13.05.01 | 1,86 m  | WNBL                   | MTV/BG Wolfenbüttel        |
| 15      | Deutschland        | Franka Wittenberg   | 04.01.03 | 1,70 m  | WNBL                   | Eintracht Hildesheim       |
|         |                    | Forwards (SF, PF)   |          |         |                        |                            |
| 5       | Kanada             | Nakeshia Hyde       | 14.09.90 | 1,80 m  |                        | TK Hannover                |
| 12      | Deutschland        | Leonie Rosemeyer    | 20.04.99 | 1,82 m  |                        | MTV/BG Wolfenbüttel        |
| 14      | Schweiz            | Margaux Goetschmann | 19.05.01 | 1,84 m  | WNBL                   | Blonay Basket (CHE)        |
| 77      | Nordmazedonien     | Nena Trajchevska    | 26.11.94 | 1,85 m  | A-Nat.                 | ZKK Bor (SRB)              |
|         |                    | Center (C)          |          |         |                        |                            |
| 9       | Deutschland        | Rebecca Lagerpusch  | 22.05.02 | 1,90 m  | WNBL                   | Eintracht Braunschweig     |
| 13      | Deutschland        | Flavia Behrendt     | 09.09.97 | 1,83 m  | DL                     | MTV/BG Wolfenbüttel        |
| 18      | Deutschland        | Merit Brennecke     | 22.02.00 | 1,88 m  | WNBL                   |                            |
| 50      | Vereinigte Staaten | Brianna Rollerson   | 27.04.94 | 1,80 m  |                        | Creighton University (USA) |

| Trainer     | Trainer          | Trainer    |
| Nat.        | Name             | Position   |
| ----------- | ---------------- | ---------- |
| Deutschland | Frank Lagerpusch | Head-Coach |
| Deutschland | Lennart Arendt   | Co-Trainer |
| Deutschland | Leonie Homes     | Physio     |

| Legende                | Legende             |
| Abk.                   | Bedeutung           |
| ---------------------- | ------------------- |
| A-Nat.                 | A-Nationalspieler   |
| Kapitän der Mannschaft | Mannschaftskapitän  |
| DL                     | Doppellizenzspieler |
| WNBL                   | WNBL-Spielerinnen   |
| Quellen                |                     |
| Teamhomepage           |                     |
| Ligahomepage           |                     |
| Stand: 14.05.2018      |                     |

| Legende                | Legende             |
| Abk.                   | Bedeutung           |
| ---------------------- | ------------------- |
| A-Nat.                 | A-Nationalspieler   |
| Kapitän der Mannschaft | Mannschaftskapitän  |
| DL                     | Doppellizenzspieler |
| WNBL                   | WNBL-Spielerinnen   |
| Quellen                |                     |
| Teamhomepage           |                     |
| Ligahomepage           |                     |
| Stand: 14.05.2018      |                     |

### Wechsel 2017/18
Zugänge: Frank Lagerpusch 2 (Head-Coach/Junior Löwen Braunschweig (NBBL)), Margaux Goetschmann ( Blonay Basket), Rebecca Lagerpusch (Eintracht Braunschweig), Brianna Rollerson ( Creighton University), Nakeshia Hyde 1 (TK Hannover), Lennart Arendt (Assistenztrainer/Junior Löwen Braunschweig (NBBL)), Nena Trajchevska 3 ( ZKK Bor)
Abgänge: Pierre Hohn (Head-Coach/ Freiburg), Rüdiger Jacob (Assistenztrainer/ Girls Baskets Regio 38 (WNBL)), Alysha Womack ( Beroe Stara Zagora), Kristina Stapel (MTV/BG Wolfenbüttel), Maj vom Hofe (Eintracht Braunschweig), Birgit Piibur ( KK Tallinna Ulikool), Klaudia Grudzien (unbekannt), Alli Gloyd ( Residence de Walferdange), Crystal Leary (unbekannt), Katie Reese 1 (unbekannt), Christian Raus 2 (Head-Coach/ Basketball Löwen Braunschweig NBBL)

## Erfolge
- 2017/2018: Meister (2. Damen Basketball Bundesliga Nord) 
→ Aufstieg in die 1. Damen Basketball Bundesliga
- 2016/2017: Vizemeister (2. Damen Basketball Bundesliga Nord)
- 2015/2016: Vizemeister (2. Damen Basketball Bundesliga Nord)
- 2014/2015: Halbfinale (2. Damen Basketball Bundesliga Nord)
- 2013/2014: 7. Platz (2. Damen Basketball Bundesliga Nord)